# لئاندرو ویتیلو
لئاندرو ویتیلو (انگلیسی: Leandro Vitiello؛ زادهٔ ۱۶ اکتبر ۱۹۸۵) بازیکن فوتبال اهل ایتالیا است.
از باشگاه‌هایی که در آن بازی کرده‌است می‌توان به باشگاه فوتبال آسکولی، باشگاه فوتبال کرمونزه، باشگاه فوتبال بنونتو، باشگاه فوتبال ویچنزا، و باشگاه فوتبال ناپولی اشاره کرد.
وی همچنین در تیم ملی فوتبال زیر ۱۷ سال ایتالیا بازی کرده‌است.